# نمایشنامه

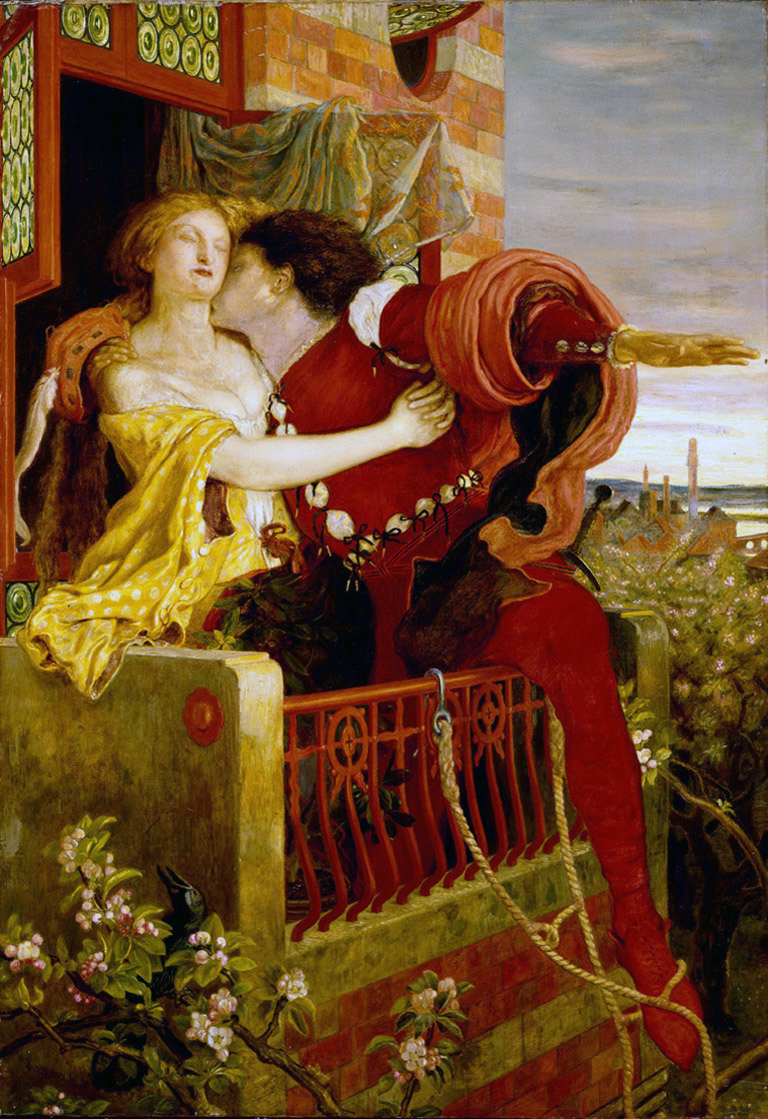
رومئو و ژولیت اثر مشهور ویلیام شکسپیر

نمایشنامه، پی‌یِس (به فرانسوی: pièce de théâtre) یا تئاترنوشت به متن قابل نمایشی گفته می‌شود که در تئاتر یا صحنه‌ای نمایش‌محور اجرا می‌شود. نمایشنامه‌ها با این که شامل حرکات و جزئیات صحنه هستند؛ اما در قالب گفتگو بین شخصیت‌ها نیز نوشته می‌شوند. به نویسندهٔ نمایش‌نامه «نمایشنامه‌نویس» می‌گویند. واژه نمایشنامه گاه به صورت نمایش‌نامه نیز نوشته می‌شود.
مکان و زمان رخ دادن حوادث و نیز توضیح دربارهٔ صحنه، قبل از نوشتن متن نمایش اهمیّت دارند. در نمایشنامه حالات چهرهٔ بازیگر نیز ذکر می‌شود. هر پرده از نمایش شامل بخش‌های مختلفی است که ساختار نمایشنامه را تشکیل می‌دهند.